# Estació de Cotlliure
L'estació de Cotlliure (en francès Gare de Collioure) és una estació ferroviària situada en el poble i comuna de Cotlliure, de la Catalunya Nord. Es troba a la línia Narbona - Portbou i hi circulen trens regionals de TER d'Occitània i trens de nit de llarga distància.
És una estació de la Societat Nacional dels Ferrocarrils Francesos (SNCF) Fou posada en servei el 1866, per la Companyia de ferrocarril de Midi. Establerta a 21 metres d'altitud, l'estació de Cotlliure està situada al punt quilomètric (PK) 494.669 de la línia de Narbona a Portbou, entre les estacions d'Argelers i de Portvendres.
L'estació té un edifici de passatgers, obert de dilluns a divendres, tancat els dissabtes i diumenges, on hi han guixetes. Està equipat amb màquines automàtiques per a la compra de bitllets.

## Història
L'estació de Cotlliure fou posada en servei el 21 de març de 1866 per la companyia de ferrocarril de Midi, obrint d'aquesta manera el tram entre Perpinyà i Cotlliure. La construcció de la línia i l'estació van ser finançada i realitzada per l'Estat francès, degut a la importància més estratègica que econòmica d'aquesta extensió.
L'estació fou electrificada i senyalitzada (de tipus SAB) en 1982.
En 2014, segons les estimacions de la SNCF, la freqüència anual de l'estació era de 82.674 passatgers. En 2018 aquesta xifra va baixar lleugerament fins a 82.088 viatgers.

## Serveis ferroviaris
| Procedència/Destinació        | <           | Línia           | >        | Procedència/Destinació        |
| ----------------------------- | ----------- | --------------- | -------- | ----------------------------- |
| TER d'Occitània               |             |                 |          |                               |
| Cervera de la Marenda Portbou | Portvendres |                 | Argelers | Perpinyà Narbona Nimes Avinyó |
| Cervera de la Marenda Portbou | Portvendres | Tolosa-Matabiau | Argelers |                               |
| Tren de nit                   |             |                 |          |                               |
| Cervera de la Marenda Portbou | Portvendres | Intercité       | Argelers | París-Austerlitz              |

## Galeria d'imatges

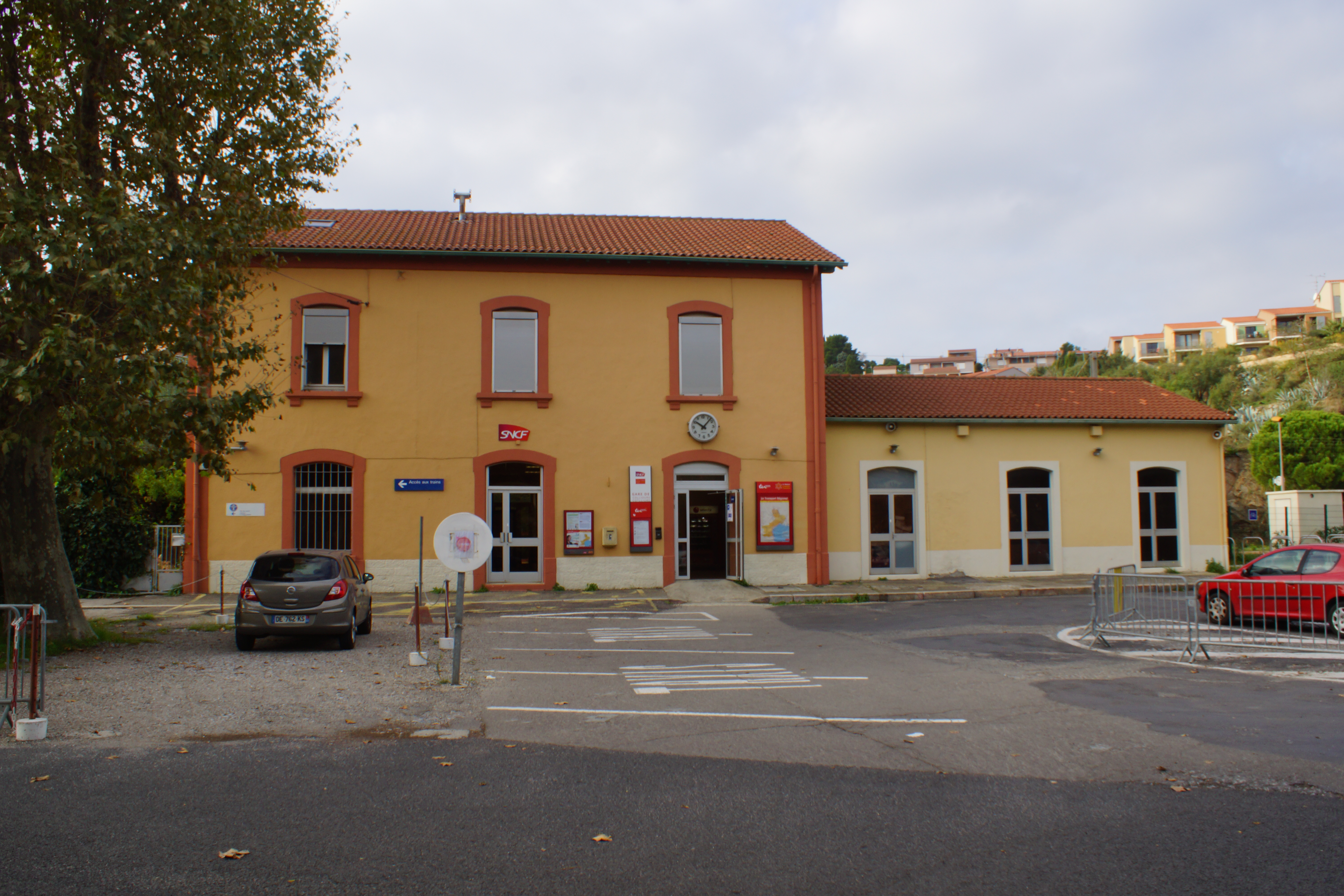
Edifici de l'estació
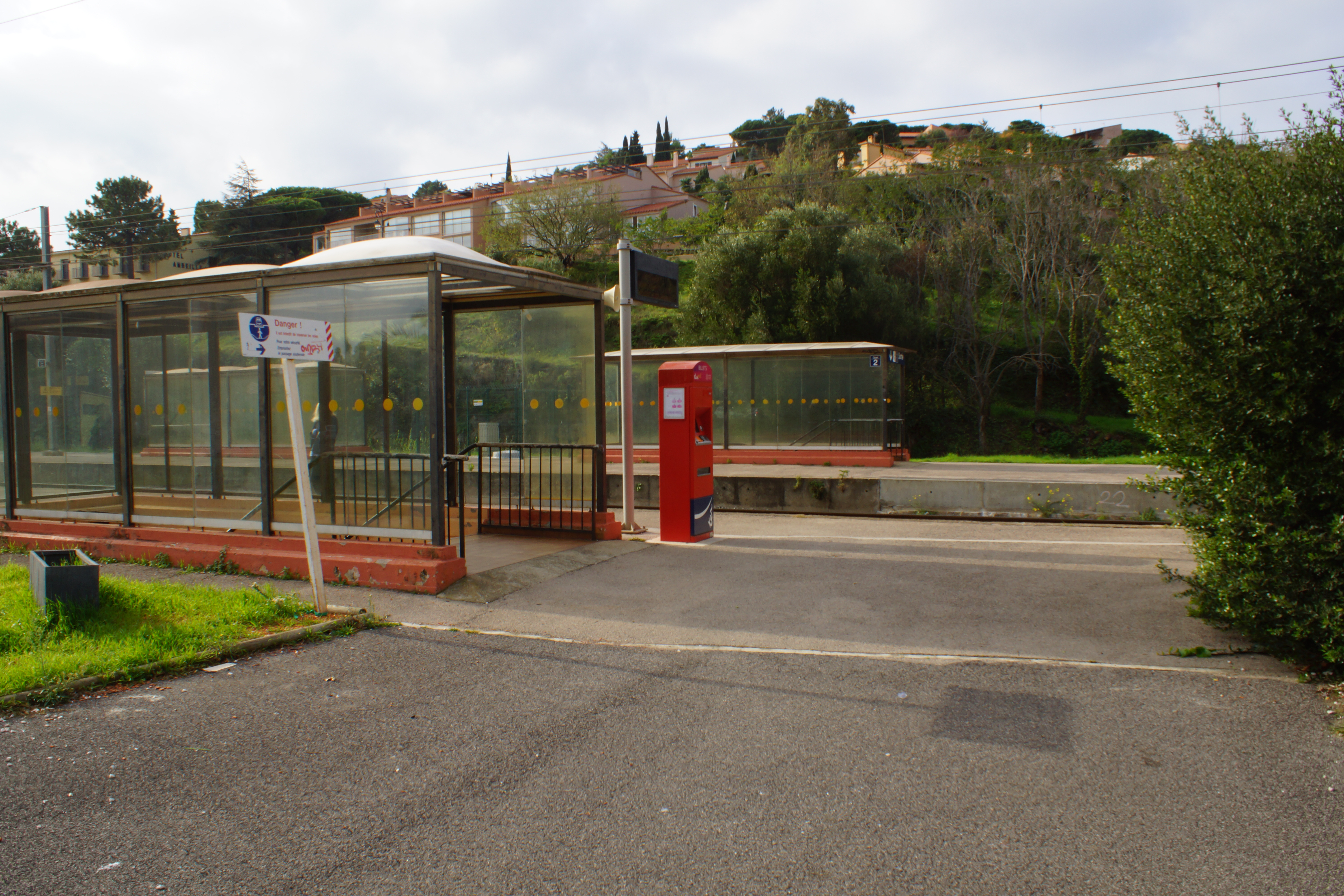
Accés a les andanes
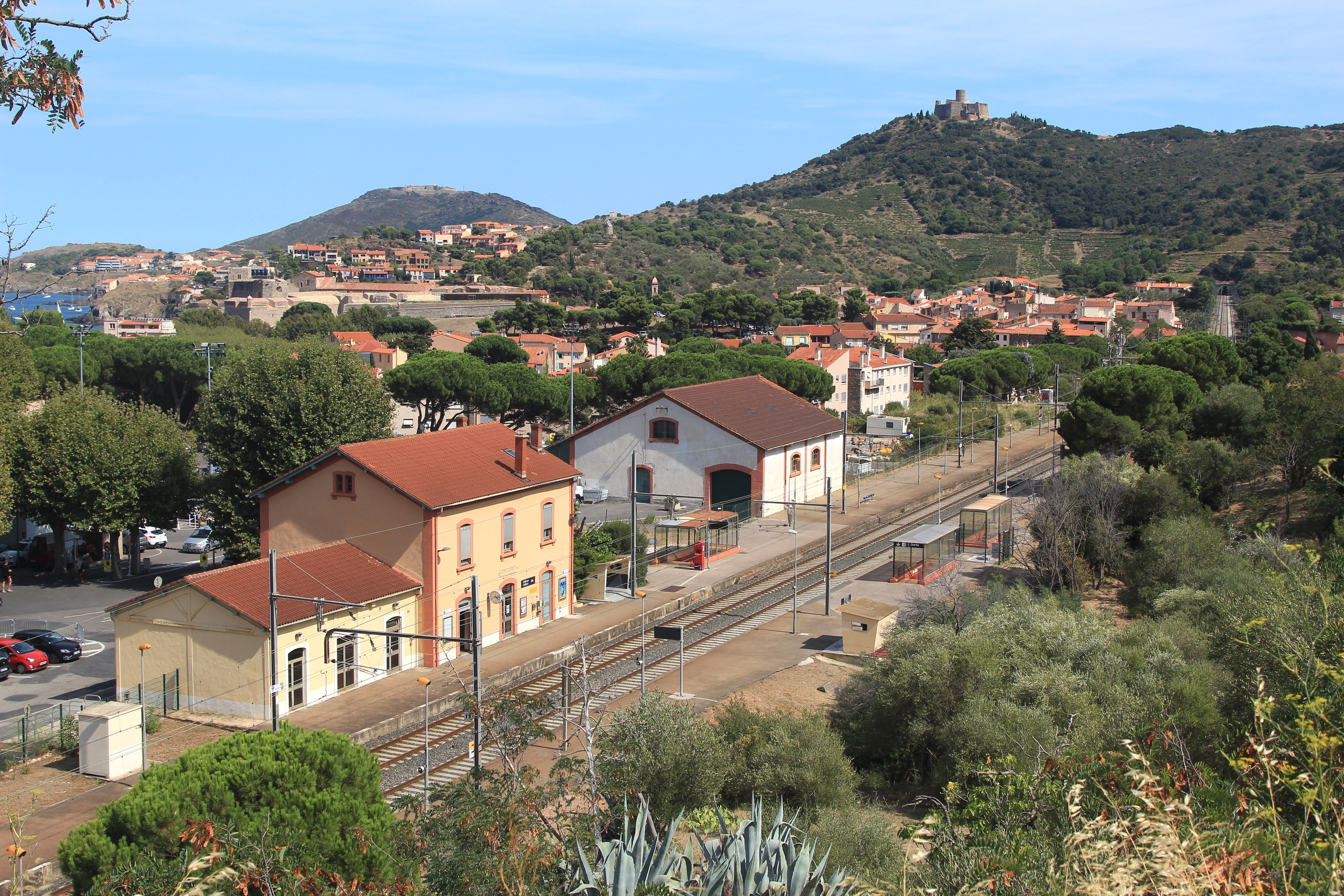
L'estació i el poble en el darrerefons
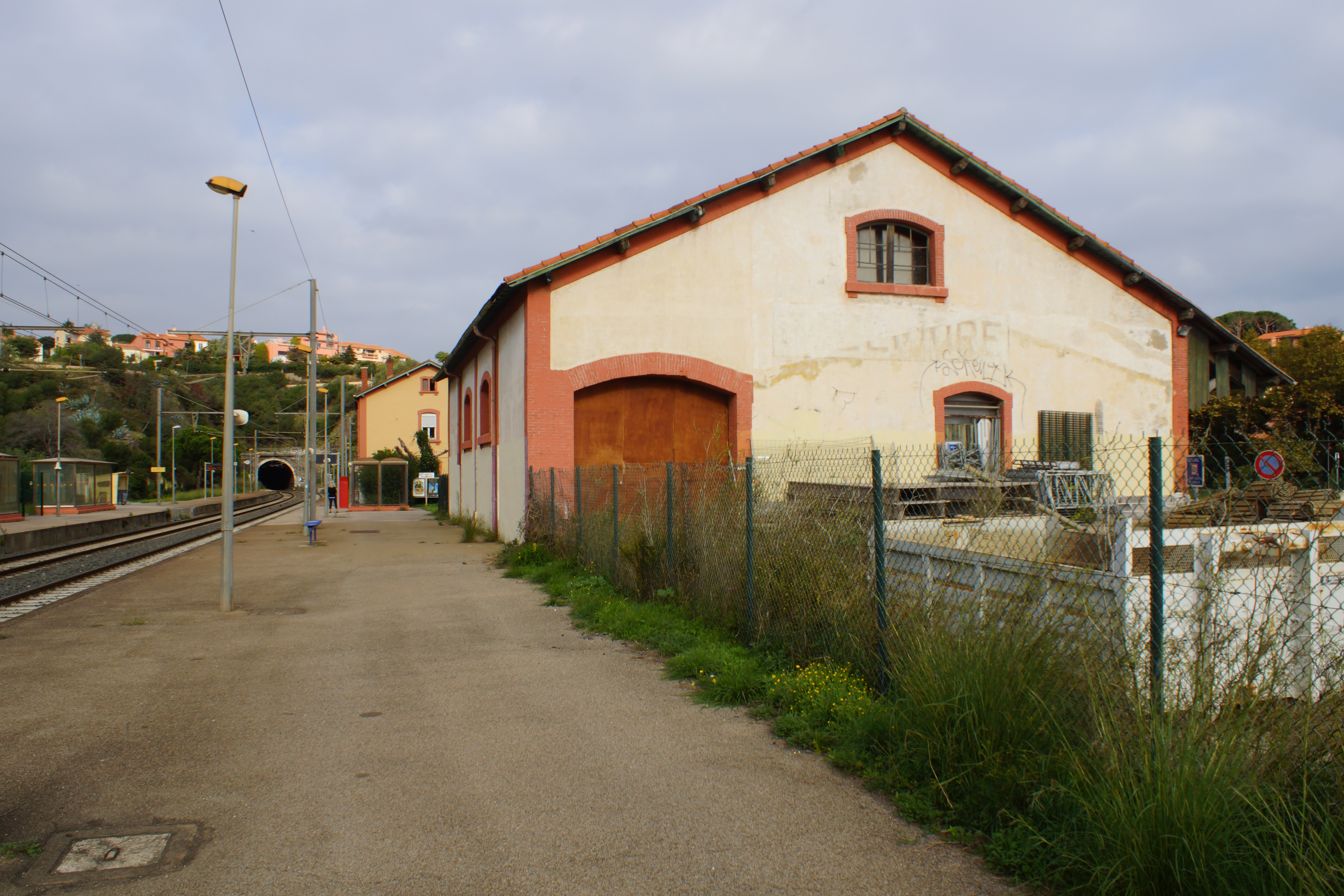
Antiga àrea de mercaderies